# Chemins de fer à crémaillère suisses

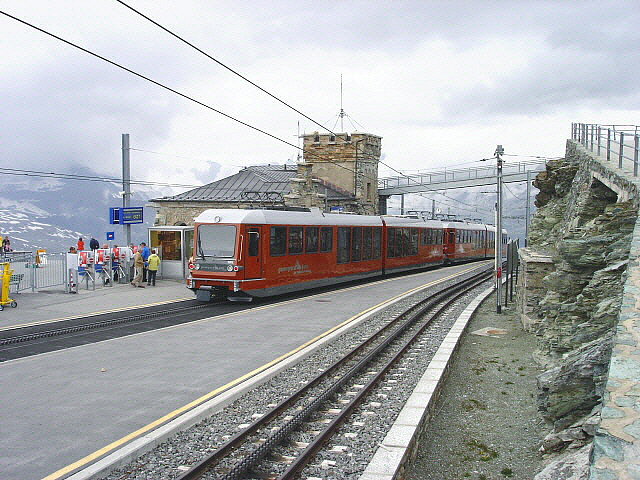
Terminus supérieur du chemin de fer du Gornergrat, plus haute gare à l'air libre d'Europe.

La Suisse, pays au relief tourmenté, possède un grand nombre de chemins de fer à crémaillère, moyen de transport conçu pour les fortes déclivités.

## Usages
La plupart de ces chemins de fer sont construits afin d'acheminer les voyageurs et leurs bagages vers les stations de sports d'hiver, ou depuis celles-ci vers les sommets. Le transport des marchandises fait aussi appel à ces trains afin d'approvisionner lesdites stations. 
Certaines industries ont également recours à la crémaillère sur leur raccordement à une proche ligne de chemin de fer. Ces raccordements ne sont généralement pas ouverts au trafic voyageur.

## Conception

### Voies
Afin de pouvoir utiliser des courbes serrées, permettant de réduire les besoins en ouvrages d'art, les chemins de fer à crémaillère sont souvent construits en voie métrique (1 000 mm) ou voie étroite (800 mm). 

### Types de crémaillères utilisés

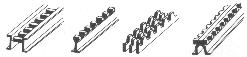
Différents systèmes de crémaillère. De gauche à droite : Riggenbach, Strub, Abt (à 3 lamelles), Locher.

On trouve en Suisse les types de crémaillères suivants :
- Riggenbach ;
- Strub ;
- Abt à deux lamelles ;
- Locher, uniquement sur le chemin de fer du Pilate ;
- Von Roll, très similaire à celui de Strub ;
- Marsh, qui n'a été utilisé que sur deux raccordements industriels aujourd'hui supprimés.

## Liste des chemins de fer à crémaillère en Suisse
| Sigle et compagnie | Sigle et compagnie                | Parcours                                                    | Localisation | Mise en service | Écartement | Type de crémaillère         | Longueur | Tronçons à crémaillère | Rampe max. | Remarques                                                                                             |
| ------------------ | --------------------------------- | ----------------------------------------------------------- | ------------ | --------------- | ---------- | --------------------------- | -------- | ---------------------- | ---------- | --- |
| AB                 | Appenzeller Bahnen                | RHB : Rorschach – Heiden                                    | SG AR        | 06.09.1875      | 1 435 mm   | Riggenbach                  | 5,50 km  | 1                      | 90 ‰       | |
| AB                 | Appenzeller Bahnen                | RhW : Rheineck – Walzenhausen                               | SG AR        | 01.12.1958      | 1 200 mm   | Riggenbach                  | 1,30 km  | 1                      | 252 ‰      | 27.06.1896 - 01.05.1958 : funiculaire                                                                 |
| AB                 | Appenzeller Bahnen                | SGA : Saint-Gall – Riethüsli                                | Saint-Gall   | 01.10.1889      | 1 000 mm   | Rigg. / von Roll            | 2,22 km  | 1                      | 100 ‰      | autrefois 5 tronçons en crémaillère entre Saint-Gall et Appenzell                                     |
| AB                 | Appenzeller Bahnen                | SGA : Altstätten-Stadt – Stoss AR                           | SG AR        | 18.11.1911      | 1 000 mm   | Strub / von Roll            | 4,07 km  | 3                      | 160 ‰      | |
| ATG                | AlpTransit Gotthard               | Tscheppa – Las Rueras                                       | Grisons      | 1998            | 1 000 mm   | Abt                         | 1,50 km  | 1                      | 70 ‰       | raccordement industriel, pas de trafic voyageur                                                       |
| BOB                | Berner Oberland-Bahn              | Zweilütschinen – Lauterbrunnen Zweilütschinen – Grindelwald | Berne        | 01.07.1890      | 1 000 mm   | Riggenbach                  | 8,83 km  | 4                      | 120 ‰      | groupe Jugfraubahnen                                                                                  |
| BRB                | Brienz–Rothorn-Bahn               | Brienz – Rothorn Kulm                                       | Berne        | 17.06.1892      | 800 mm     | Abt                         | 7,60 km  | en totalité            | 250 ‰      | pas de traction électrique                                                                            |
| BrMB               | Brunnen–Morschach-Bahn            | Brunnen – Morschach-Axenstein                               | Schwytz      | 01.08.1905      | 1 000 mm   | Strub                       | 2,04 km  | en totalité            | 170 ‰      | supprimé le 29.03.1969                                                                                |
| Db                 | Dolderbahn                        | Zurich Römerhof – Waldhaus Dolder                           | Zurich       | 30.09.1973      | 1 000 mm   | Strub                       | 1,33 km  | en totalité            | 196 ‰      | 13.07.1895 - 27.08.1972 : funiculaire                                                                 |
| DFB                | Dampfbahn Furka-Bergstrecke       | Realp – Oberwald                                            | VS UR        | 01.07.1915      | 1 000 mm   | Abt                         | 15,29 km | 2                      | 118 ‰      | exploité par le FO jusqu'au 25.06.1982                                                                |
| GGB                | Gornergrat-Bahn                   | Zermatt – Gornergrat                                        | Valais       | 20.08.1898      | 1 000 mm   | Abt                         | 9,35 km  | en totalité            | 200 ‰      | |
| JB                 | Jungfraubahn                      | Kleine Scheidegg – Jungfraujoch                             | Berne        | 19.09.1898      | 1 000 mm   | Strub                       | 9,30 km  | en totalité            | 250 ‰      | groupe Jugfraubahnen                                                                                  |
| LLB                | Leuk–Leukerbad                    | Loèche – Loèche-les-Bains                                   | Valais       | 05.07.1915      | 1 000 mm   | Abt                         | 5,10 km  | 3                      | 160 ‰      | supprimé le 27.05.1967                                                                                |
| LO-LG              | Lausanne-Ouchy                    | Lausanne-Flon – Ouchy                                       | Vaud         | 05.05.1958      | 1 435 mm   | von Roll / Strub            | 1,48 km  | en totalité            | 120 ‰      | 16.03.1877 - 13.04.1958 : funiculaire ; supprimé le 22.01.2006, remplacé par un métro sur pneus       |
| LO-LG              | Lausanne-Gare                     | Lausanne-Flon – Lausanne-Gare                               | Vaud         | 25.10.1954      | 1 435 mm   | von Roll / Strub            | 0,29 km  | en totalité            | 120 ‰      | 04.12.1879 - 01.10.1954 : funiculaire ; supprimé le 22.01.2006, remplacé par un métro sur pneus       |
| MG                 | Monte Generoso                    | Capolago – Generoso Vetta                                   | Tessin       | 05.06.1890      | 800 mm     | Abt                         | 8,99 km  | en totalité            | 220 ‰      | |
| MGB                | Matterhorn–Gotthard Bahn          | BVZ : Viège – Zermatt                                       | Valais       | 03.07.1890      | 1 000 mm   | Abt                         | 31,90 km | 5                      | 124 ‰      | |
| MGB                | Matterhorn–Gotthard Bahn          | FO : Brigue – Andermatt – Disentis/Mustér                   | VS UR GR     | 01.06.1915      | 1 000 mm   | Abt                         | 31,90 km | 7                      | 110 ‰      | |
| MGB                | Matterhorn–Gotthard Bahn          | FO : Andermatt – Göschenen (Schöllenenbahn)                 | Uri          | 12.07.1917      | 1 000 mm   | Abt                         | 31,90 km | 1                      | 181 ‰      | |
| MSG                | Mühleggbahn St. Gallen            | Saint-Gall – Mühlegg                                        | Saint-Gall   | 15.11.1950      | 1 200 mm   | Riggenbach                  | 0,31 km  | en totalité            | 228 ‰      | 14.12.1893 - 05.11.1949 : funiculaire ; supprimé le 01.04.1975, remplacé à nouveau par un funiculaire |
| MVR                | Montreux-Vevey-Riviera            | MGN : Montreux – Rochers de Naye                            | Vaud         | 02.07.1892      | 800 mm     | Abt                         | 10,36 km | en totalité            | 220 ‰      | |
| MVR                | Montreux-Vevey-Riviera            | CEV : Blonay – Les Pléiades                                 | Vaud         | 08.07.1911      | 1 000 mm   | Strub                       | 4.79 km  | 1                      | 200 ‰      | |
| NCB                | Neuchâtel–Cortaillod–Boudry       | Neuchâtel Port–Gare JS                                      | Neuchâtel    | 1892            | 1 000 mm   | Riggenbach                  |          | 1                      |            | supprimé en 1898, remplacé par un tramway urbain                                                      |
| PB                 | Pilatus-Bahn                      | Alpnachstad – Pilatus Kulm                                  | Obwald       | 04.06.1889      | 800 mm     | Locher                      | 4,80 km  | en totalité            | 480 ‰      | chemin de fer à crémaillère le plus raide du monde                                                    |
| RB                 | Rigi-Bahnen                       | ARB : Arth-Goldau – Rigi Kulm                               | Schwytz      | 27.06.1873      | 1 435 mm   | Riggenbach                  | 8,55 km  | en totalité            | 201 ‰      | |
| RB                 | Rigi-Bahnen                       | VRB : Vitznau – Rigi Kulm                                   | LU SZ        | 23.05.1871      | 1 435 mm   | Riggenbach                  | 6,85 km  | en totalité            | 250 ‰      | |
| SPB                | Schynige Platte-Bahn              | Wilderswil – Schynige Platte                                | Berne        | 14.06.1893      | 800 mm     | Riggenbach                  | 7,26 km  | en totalité            | 250 ‰      | groupe Jugfraubahnen ; appartient depuis 1895 au BOB                                                  |
| TMR                | Transports de Martigny et Régions | MC : Vernayaz – Salvan                                      | Valais       | 20.08.1906      | 1 000 mm   | Strub                       | 1,91 km  | 1                      | 200 ‰      | électrification en partie par troisième rail latéral                                                  |
| TP                 | Tramway de Trait - Planches       | Montreux Trait – Les Planches                               | Vaud         | 06.07.1898      | 1 000 mm   | Riggenbach (latérale)       | 0,39 km  | en totalité            | 140 ‰      | supprimé le 11.11.1912                                                                                |
| TPC                | Transports publics du Chablais    | AL : Aigle-Dépôt – Leysin-Grand Hôtel                       | Vaud         | 06.11.1900      | 1 000 mm   | Abt                         | 5,18 km  | 1                      | 230 ‰      | |
| TPC                | Transports publics du Chablais    | AOMC : Monthey-en Place – Champéry                          | VD VS        | 01.02.1908      | 1 000 mm   | Strub, Abt dès octobre 2016 | 5,59 km  | 3                      | 135 ‰      | |
| TPC                | Transports publics du Chablais    | BVB : Bévieux – Gryon                                       | Vaud         | 04.06.1900      | 1 000 mm   | Abt                         | 5,00 km  | 1                      | 200 ‰      | |
| TPC                | Transports publics du Chablais    | BVB : Villars-sur-Ollon – Col-de-Bretaye                    | Vaud         | 18.12.1913      | 1 000 mm   | Abt                         | 4,65 km  | en totalité            | 170 ‰      | |
| WAB                | Wengernalpbahn                    | Lauterbrunnen – Kleine Scheidegg – Grindelwald              | Berne        | 20.06.1893      | 800 mm     | Riggenbach                  | 19,11 km | en totalité            | 250 ‰      | groupe Jugfraubahnen                                                                                  |
| ZB                 | Zentralbahn                       | SBB Brünig : Meiringen – Giswil                             | BE OW        | 14.06.1888      | 1 000 mm   | Riggenbach                  | 9,15 km  | 4                      | 121 ‰      | |
| ZB                 | Zentralbahn                       | LSE : Obermatt – Ghärst                                     | Obwald       | 05.10.1898      | 1 000 mm   | Riggenbach                  | 1,78 km  | 1                      | 246 ‰      | un projet existe pour remplacer le tronçon à crémaillère par un tunnel hélicoïdal                     |
| —                  | raccordements industriels         | Carrière d'Ostermundigen                                    | Berne        | 1871            | 1 435 mm   | Marsh                       |          |                        |            | exploitation arrêtée en 1900, installation démontée en 1902                                           |
| —                  | raccordements industriels         | Carrière de Laufon                                          | BL (ex- BE)  | 1877            | 1 435 mm   | Riggenbach                  |          |                        |            | exploitation arrêtée en 1930, installation démontée vers 1940                                         |
| —                  | raccordements industriels         | Fabrique de machines de Rüti ZH                             | Zurich       | 1877            | 1 435 mm   | Riggenbach Strub dès 1962   |          |                        |            | statuts d'exploitation actuels inconnus                                                               |
| —                  | raccordements industriels         | Abattoirs de Clarens, Montreux                              | Vaud         | 10.1911         | 1 435 mm   | von Roll                    | 0,19 km  | en totalité            | 47 ‰       | supprimé en 1971                                                                                      |
| —                  | raccordements industriels         | Tourbière Laubegg (Zurich Wiedikon)                         | Zurich       | 1948            | 400 mm     | Marsh                       |          |                        |            | supprimé en 1953                                                                                      |

### Sources
- « Réseau ferré suisse », Secrétariat général CFF, Berne 1997,  (ISBN 3-905111-21-7) ; disponible sur le site de CFF Historic
- (de) page des chemins de fer à crémaillère sur Wikipedia.de
- (de) eingestellte-bahnen.ch chemins de fer disparus